# Unione Sportiva Livorno 1964-1965
Questa pagina raccoglie le informazioni riguardanti l'Unione Sportiva Livorno nelle competizioni ufficiali della stagione 1964-1965.

## Stagione
Nella stagione 1964-1965 il Livorno torna a respirare l'aria della Serie B, dopo diversi anni di purgatorio. La dirigenza conferma l'allenatore Guido Mazzetti e gran parte della rosa, salvo i nuovi inserimenti resi necessari dal salto di categoria, quali Mario Colautti e Rossano Giampaglia. L'obiettivo da raggiungere è la salvezza ed anche il campo darà conferma che oltre a quella non si può andare. Per invertire la rotta si cambia due volte il tecnico, prima Dino Bonsanti e poi Carlo Parola. Le cure danno alla fine il loro effetto, tanto che la squadra rientra in gruppo e riesce a salvarsi anche con leggero anticipo, condannando alla Serie C il Bari e la Triestina.

## Risultati

### Serie B

#### Girone di andata
| Arbitro: | Gonella (Torino) |

|                |           |  |
| Mascalaito 10’ | Marcatori |  |

| Arbitro: | Bigi (Padova) |

|                            |           |                    |
| Novelli 30’ Bernasconi 69’ | Marcatori | 39’ Claudio Azzali |

| Arbitro: | Schinetti (Brescia) |

|  |           |               |
|  | Marcatori | 68’ Marchioro |

| Livorno 4 ottobre 1964 4ª giornata | Livorno            | 0 – 0 | Palermo | Stadio Comunale\| Arbitro: \| Sebastio (Taranto) \| |
| Arbitro:                           | Sebastio (Taranto) |       |         |                                                     |

| Brescia 11 ottobre 1964 5ª giornata | Brescia            | 0 – 0 | Livorno | Stadio Mario Rigamonti\| Arbitro: \| Fiduccia (Marsala) \| |
| Arbitro:                            | Fiduccia (Marsala) |       |         |                                                            |

| Arbitro: | Gussoni (Tradate) |

|              |           |              |
| Azzali I 38’ | Marcatori | 48’ Galletti |

| Arbitro: | Camozzi (Porto d'Ascoli) |

|                       |           |  |
| Radaelli 12’ Zeno 23’ | Marcatori |  |

| Livorno 1º novembre 1964 8ª giornata | Livorno       | 0 – 0 | Reggiana | Stadio Comunale\| Arbitro: \| Motta (Monza) \| |
| Arbitro:                             | Motta (Monza) |       |          |                                                |

| Arbitro: | Marchiori (Padova) |

|                                   |           |               |
| Conti 7’ Toro 20’ De Robertis 67’ | Marcatori | 5’ Mascalaito |

| Arbitro: | Schinetti (Brescia) |

|             |           |                |
| Girardo 73’ | Marcatori | 77’ Mascalaito |

| Arbitro: | Rancher (Roma) |

|              |           |  |
| Mainardi 89’ | Marcatori |  |

| Arbitro: | Cirone (Palermo) |

|            |           |            |
| Taccola 9’ | Marcatori | 5’ Virgili |

| Livorno 13 dicembre 1964 13ª giornata | Livorno                     | 0 – 0 | SPAL | Stadio Comunale\| Arbitro: \| Barolo (Bassano del Grappa) \| |
| Arbitro:                              | Barolo (Bassano del Grappa) |       |      |                                                              |

| Arbitro: | Orlando (Bergamo) |

|                     |           |  |
| Colautti 48’ (aut.) | Marcatori |  |

| Arbitro: | Motta (Milano) |

|             |           |  |
| Soncini 81’ | Marcatori |  |

| Arbitro: | Fiduccia (Marsala) |

|               |           |            |
| Mascalaito 4’ | Marcatori | 19’ Rubino |

| Arbitro: | Bigi (Padova) |

|             |           |  |
| Bitetto 45’ | Marcatori |  |

| Arbitro: | Di Tonno (Lecce) |

|                                                 |           |  |
| Mainardi 39’ Rivellino 44’ (aut.) Torriglia 83’ | Marcatori |  |

| Livorno 31 gennaio 1965 19ª giornata | Livorno        | 0 – 0 | Pro Patria | Stadio Comunale\| Arbitro: \| Vitullo (Roma) \| |
| Arbitro:                             | Vitullo (Roma) |       |            |                                                 |

#### Girone di ritorno
| Arbitro: | Laureti (Rimini) |

|                                        |           |  |
| Cairoli 12’ (aut.) Mazzanti 76’ (rig.) | Marcatori |  |

| Livorno 14 febbraio 1965 21ª giornata | Livorno           | 0 – 0 | Triestina | Stadio Comunale\| Arbitro: \| Gussoni (Tradate) \| |
| Arbitro:                              | Gussoni (Tradate) |       |           |                                                    |

| Arbitro: | Fogliamanzillo (Torre Annunziata) |

|                                          |           |               |
| Ghersetich 14’, 65’ (rig.) Marchioro 67’ | Marcatori | 10’ Torriglia |

| Arbitro: | Di Tonno (Lecce) |

|                                      |           |  |
| Postiglione 14’ Raffin 27’ Fogar 84’ | Marcatori |  |

| Arbitro: | Gonella (Torino) |

|                              |           |  |
| Gianpaglia 5’ Mascalaito 68’ | Marcatori |  |

| Arbitro: | Palazzo (Palermo) |

|  |           |              |
|  | Marcatori | 47’ Mainardi |

| Arbitro: | Sebastio (Taranto) |

|                                  |           |           |
| Savoia 47’ (aut.) Mascalaito 57’ | Marcatori | 85’ Golin |

| Reggio Emilia 28 marzo 1965 27ª giornata | Reggiana         | 0 – 0 | Livorno | Stadio Mirabello\| Arbitro: \| Piantoni (Terni) \| |
| Arbitro:                                 | Piantoni (Terni) |       |         |                                                    |

| Livorno 11 aprile 1965 28ª giornata | Livorno            | 0 – 0 | Modena | Stadio Comunale\| Arbitro: \| Carminati (Milano) \| |
| Arbitro:                            | Carminati (Milano) |       |        |                                                     |

| Arbitro: | Barolo (Bassano del Grappa) |

|  |           |             |
|  | Marcatori | 89’ Fanello |

| Arbitro: | Politano (Cuneo) |

|                          |           |              |
| Fracassa 18’ Clerici 22’ | Marcatori | 16’ Mainardi |

| Arbitro: | Francescon (Padova) |

|                                                   |           |                     |
| Mascalaito 3’, 5’, 90’ Mainardi 57’ Torriglia 80’ | Marcatori | 85’ (rig.) Melonari |

| Arbitro: | Rancher (Roma) |

|            |           |  |
| Massei 60’ | Marcatori |  |

| Arbitro: | Monti (Ancona) |

|              |           |  |
| Mainardi 50’ | Marcatori |  |

| Arbitro: | Orlando (Bergamo) |

|                                    |           |  |
| Giampaglia 57’ Colautti 71’ (rig.) | Marcatori |  |

| Arbitro: | Rancher (Roma) |

|                                  |           |  |
| Boninsegna 23’ Bercellino II 53’ | Marcatori |  |

| Arbitro: | Pieroni (Roma) |

|                        |           |  |
| Torriglia 5’, 40’, 81’ | Marcatori |  |

| Arbitro: | Francescon (Padova) |

|  |           |                                    |
|  | Marcatori | 23’, 55’ Giampaglia 86’ Mascalaito |

| Arbitro: | Fiduccia (Marsala) |

|                        |           |  |
| Recagno 42’ Duvina 53’ | Marcatori |  |

### Coppa Italia
| Arbitro: | Righetti (Torino) |

|                             |           |                                               |
| Mainardi 12’ Mascalaito 77’ | Marcatori | 6’ Greatti 24’ Congiu 43’ Cera 87’ Cappellaro |

## Statistiche

### Statistiche di squadra
| Competizione | Punti | In casa | In casa | In casa | In casa | In casa | In casa | In trasferta | In trasferta | In trasferta | In trasferta | In trasferta | In trasferta | Totale | Totale | Totale | Totale | Totale | Totale | DR |
| Competizione | Punti | G       | V       | N       | P       | Gf      | Gs      | G            | V            | N            | P            | Gf           | Gs           | G      | V      | N      | P      | Gf     | Gs     | DR |
| ------------ | ----- | ------- | ------- | ------- | ------- | ------- | ------- | ------------ | ------------ | ------------ | ------------ | ------------ | ------------ | ------ | ------ | ------ | ------ | ------ | ------ | -- |
| Serie B      | 34    | 19      | 9       | 8       | 2       | 22      | 6       | 19           | 2            | 4            | 13           | 10           | 27           | 38     | 11     | 12     | 15     | 32     | 33     | -1 |
| Coppa Italia |       | 1       | 0       | 0       | 1       | 2       | 4       | -            | -            | -            | -            | -            | -            | 1      | 0      | 0      | 1      | 2      | 4      | -2 |
| Totale       |       | 20      | 9       | 8       | 3       | 24      | 10      | 19           | 2            | 4            | 13           | 10           | 27           | 39     | 11     | 12     | 16     | 34     | 37     | -3 |

### Statistiche dei giocatori
| Giocatore      | Serie B  | Serie B | Coppa Italia | Coppa Italia | Totale   | Totale |
| Giocatore      | Presenze | Reti    | Presenze     | Reti         | Presenze | Reti   |
| -------------- | -------- | ------- | ------------ | ------------ | -------- | ------ |
| C. Azzali (I)  | 16       | -       | -            | -            | 16       | -      |
| C. Azzali (II) | 24       | 1       | 1            | 0            | 25       | 1      |
| R. Balestri    | 23       | 0       | 1            | 0            | 24       | 0      |
| R. Bellinelli  | 23       | -18     | 1            | -1           | 24       | -19    |
| E. Cairoli     | 36       | 0       | 1            | 0            | 37       | 0      |
| G. Caleffi     | 28       | 0       | 1            | 0            | 29       | 0      |
| M. Colautti    | 15       | 1       | 1            | 0            | 16       | 1      |
| O. Ferri       | 2        | 0       | -            | -            | 2        | 0      |
| E. Galli       | 6        | 0       | -            | -            | 6        | 0      |
| R. Giampaglia  | 17       | 4       | -            | -            | 17       | 4      |
| M. Lessi       | 31       | 0       | 1            | 0            | 32       | 0      |
| L. Mainardi    | 27       | 6       | 1            | 1            | 28       | 7      |
| L. Mascalaito  | 36       | 10      | 1            | 1            | 37       | 11     |
| P. Pistolesi   | -        | -       | 1            | -3           | 1        | -3     |
| S. Ramacciotti | 2        | 0       | -            | -            | 2        | 0      |
| P. Ribechini   | 29       | 0       | 1            | 0            | 30       | 0      |
| M. Rossi       | 15       | -15     | -            | -            | 15       | -15    |
| V. Russo       | 1        | 0       | -            | -            | 1        | 0      |
| D. Torriglia   | 19       | 6       | 1            | 0            | 20       | 6      |
| R. Turchi      | 1        | 0       | -            | -            | 1        | 0      |
| F. Varglien    | 14       | 0       | -            | -            | 14       | 0      |
| G. Vergazzola  | 33       | 0       | -            | -            | 33       | 0      |
| G. Virgili     | 20       | 1       | -            | -            | 20       | 1      |